# Cúp C1 châu Âu 1973–74
Mùa giải 1973–74 của giải bóng đá cấp câu lạc bộ Cúp C1 châu Âu là mùa giải mà Bayern Munich vô địch lần đầu tiên, bắt đầu giai đoạn thống trị ba năm của họ, trong trận chung kết đá lại trước Atlético Madrid. Đây là lần đầu tiên chiếc cúp thuộc về Đức và là trận chung kết Cúp C1 châu Âu đầu tiên yêu cầu đá lại sau khi trận đầu tiên hòa 1-1 sau hiệp phụ.
Ajax, nhà đương kim vô địch ba lần, đã bị loại bởi CSKA September Flag ở vòng hai.

## Vòng một
| Đội 1                | TTS         | Đội 2            | Lượt đi | Lượt về |
| -------------------- | ----------- | ---------------- | ------- | ------- |
| Viking               | 1–3         | Spartak Trnava   | 1–2     | 0–1     |
| Zaria Voroshilovgrad | 3–0         | APOEL            | 2–0     | 1–0     |
| Benfica              | 2–0         | Olympiacos       | 1–0     | 1–0     |
| Waterford United     | 2–6         | Újpesti Dózsa    | 2–3     | 0–3     |
| Bayern Munich        | 4–4 (4–3 p) | Åtvidaberg       | 3–1     | 1–3     |
| Dynamo Dresden       | 4–3         | Juventus         | 2–0     | 2–3     |
| Ajax                 | Bye         | –                | –       | –       |
| CSKA September Flag  | 4–0         | Wacker           | 3–0     | 1–0     |
| Club Brugge          | 10–0        | Floriana         | 8–0     | 2–0     |
| Basel                | 11–2        | Fram             | 5–0     | 6–2     |
| TPS                  | 1–9         | Celtic           | 1–6     | 0–3     |
| Vejle                | 3–2         | Nantes           | 2–2     | 1–0     |
| Red Star Belgrade    | 3–1         | Stal Mielec      | 2–1     | 1–0     |
| Jeunesse Esch        | 1–3         | Liverpool        | 1–1     | 0–2     |
| Crusaders            | 0–12        | Dinamo București | 0–1     | 0–11    |
| Atlético Madrid      | 1–0         | Galatasaray      | 0–0     | 1–0     |

### Lượt đi
| Viking   | 1–2    | Spartak Trnava               |
| -------- | ------ | ---------------------------- |
| Kvia 59' | Report | Adamec 13' · Martinkovič 36' |

| Zorya Voroshilovgrad            | 2–0    | APOEL |
| ------------------------------- | ------ | ----- |
| Belousov 24' · V. Kuznetsov 27' | Report |       |

| Benfica    | 1–0    | Olympiacos |
| ---------- | ------ | ---------- |
| Timula 53' | Report |            |

| Waterford United        | 2–3    | Újpesti Dózsa                     |
| ----------------------- | ------ | --------------------------------- |
| Kirby 13' · O'Neill 90' | Report | Zámbó 9' · Fazekas 64' · Nagy 69' |

| Bayern Munich                      | 3–1    | Åtvidaberg            |
| ---------------------------------- | ------ | --------------------- |
| Müller 3', 72' · Olsson 68' (l.n.) | Report | Dürnberger 66' (l.n.) |

| Dynamo Dresden            | 2–0    | Juventus |
| ------------------------- | ------ | -------- |
| Kreische 28' · Schade 39' | Report |          |

| CSKA September Flag                    | 3–0    | Wacker Innsbruck |
| -------------------------------------- | ------ | ---------------- |
| Marashliev 3' · Zhekov 26' · Denev 38' | Report |                  |

| Club Brugge                                                                          | 8–0    | Floriana |
| ------------------------------------------------------------------------------------ | ------ | -------- |
| Lambert 5', 48', 55' · le Fevre 20' · Carteus 34', 74' · Houwaart 39' · Rüssmann 43' | Report |          |

| Basel                                                      | 5–0    | Fram |
| ---------------------------------------------------------- | ------ | ---- |
| Cubillas 2' · Balmer 21', 85' · Hasler 75' · Demarmels 88' | Report |      |

| TPS                  | 1–6    | Celtic                                                                          |
| -------------------- | ------ | ------------------------------------------------------------------------------- |
| Andelmin 17' (ph.đ.) | Report | Callaghan 2', 88' · Hood 22' · Johnstone 61' · Connelly 78' (ph.đ.) · Deans 86' |

| Vejle                   | 2–2    | Nantes                      |
| ----------------------- | ------ | --------------------------- |
| Markussen 5' · Lund 17' | Report | Rampillon 21' · Couécou 60' |

| Red Star Belgrade        | 2–1    | Stal Mielec |
| ------------------------ | ------ | ----------- |
| Petrović 2' · Karasi 66' | Report | Lato 46'    |

| Jeunesse Esch | 1–1    | Liverpool |
| ------------- | ------ | --------- |
| Dussier 88'   | Report | Hall 43'  |

| Crusaders | 0–1    | Dinamo București |
| --------- | ------ | ---------------- |
|           | Report | Sălceanu 1'      |

| Atlético Madrid | 0–0    | Galatasaray |
| --------------- | ------ | ----------- |
|                 | Report |             |

### Lượt về
| Spartak Trnava  | 1–0    | Viking |
| --------------- | ------ | ------ |
| Martinkovič 25' | Report |        |

Spartak Trnava thắng với tổng tỷ số 3–1.
| APOEL | 0–1    | Zorya Voroshilovgrad |
| ----- | ------ | -------------------- |
|       | Report | Kuksov 58'           |

Zorya Voroshilovgrad thắng với tổng tỷ số 3–0.
| Olympiacos | 0–1    | Benfica  |
| ---------- | ------ | -------- |
|            | Report | Nené 29' |

Benfica thắng với tổng tỷ số 2–0.
| Újpesti Dózsa                        | 3–0    | Waterford United |
| ------------------------------------ | ------ | ---------------- |
| E. Dunai 9' · Fazekas 67' · Nagy 86' | Report |                  |

Újpesti Dózsa thắng với tổng tỷ số 6–2.
| Åtvidaberg                                              | 3–1 (s.h.p.) | Bayern Munich                                          |
| ------------------------------------------------------- | ------------ | ------------------------------------------------------ |
| Torstensson 7', 72' · Wallinder 15'                     | Report       | Hoeneß 75'                                             |
| Loạt sút luân lưu                                       |              |                                                        |
| Torstensson · Almqvist · Magnusson · Karlsson · Franzén | 3–4          | Kapellmann · Gersdorff · Müller · Hoeneß · Beckenbauer |

Tổng tỷ số 4–4. Bayern Munich thắng trên chấm luân lưu.
| Juventus                                  | 3–2    | Dynamo Dresden                  |
| ----------------------------------------- | ------ | ------------------------------- |
| Furino 9' · Altafini 25' · Cuccureddu 30' | Report | Capello 24' (l.n.) · Sachse 75' |

Dynamo Dresden thắng với tổng tỷ số 4–3.
| Wacker Innsbruck | 0–1    | CSKA September Flag |
| ---------------- | ------ | ------------------- |
|                  | Report | Zhekov 18'          |

CSKA September Flag thắng với tổng tỷ số 4–0.
| Floriana | 0–2    | Club Brugge             |
| -------- | ------ | ----------------------- |
|          | Report | Thio 65' · Houwaart 85' |

Club Brugge thắng với tổng tỷ số 10–0.
| Fram                        | 2–6    | Basel                                                                                    |
| --------------------------- | ------ | ---------------------------------------------------------------------------------------- |
| Leifsson 52' · Elíasson 78' | Report | Tanner 4', 56' · Cubillas 24' · Geirsson 39' (l.n.) · Wampfler 60' · Stohler 66' (ph.đ.) |

Basel thắng với tổng tỷ số 11–2.
| Celtic                         | 3–0    | TPS |
| ------------------------------ | ------ | --- |
| Deans 20' · Johnstone 27', 53' | Report |     |

Celtic thắng với tổng tỷ số 9–1.
| Nantes | 0–1    | Vejle          |
| ------ | ------ | -------------- |
|        | Report | Nørregaard 62' |

Vejle thắng với tổng tỷ số 3–2.
| Stal Mielec | 0–1    | Red Star Belgrade |
| ----------- | ------ | ----------------- |
|             | Report | Lazarević 26'     |

Red Star Belgrade thắng với tổng tỷ số 3–1.
| Liverpool                     | 2–0    | Jeunesse Esch |
| ----------------------------- | ------ | ------------- |
| Mond 47' (l.n.) · Toshack 56' | Report |               |

Liverpool thắng với tổng tỷ số 3–1.
| Dinamo București                                                                                             | 11–0   | Crusaders |
| --- | ------ | --------- |
| Georgescu 7', 14', 47', 63' · Nunweiller 19', 40', 75', 81' · Dinu 52' · Dumitrache 67' · Beckett 88' (l.n.) | Report |           |

Dinamo București thắng với tổng tỷ số 12–0.
| Galatasaray | 0–1 (s.h.p.) | Atlético Madrid |
| ----------- | ------------ | --------------- |
|             | Report       | Salcedo 100'    |

Atletico Madrid thắng với tổng tỷ số 1-0.

## Vòng hai
| Đội 1             | TTS | Đội 2                | Lượt đi | Lượt về |
| ----------------- | --- | -------------------- | ------- | ------- |
| Spartak Trnava    | 1–0 | Zorya Voroshilovgrad | 0–0     | 1–0     |
| Benfica           | 1–3 | Újpesti Dózsa        | 1–1     | 0–2     |
| Bayern Munich     | 7–6 | Dynamo Dresden       | 4–3     | 3–3     |
| Ajax              | 1–2 | CSKA September Flag  | 1–0     | 0–2     |
| Club Brugge       | 6–7 | Basel                | 2–1     | 4–6     |
| Celtic            | 1–0 | Vejle                | 0–0     | 1–0     |
| Red Star Belgrade | 4–2 | Liverpool            | 2–1     | 2–1     |
| Dinamo București  | 2–4 | Atlético Madrid      | 0–2     | 2–2     |

### Lượt đi
| Spartak Trnava | 0–0    | Zorya Voroshilovgrad |
| -------------- | ------ | -------------------- |
|                | Report |                      |

| Benfica     | 1–1    | Újpesti Dózsa |
| ----------- | ------ | ------------- |
| Eusébio 69' | Report | Tóth 57'      |

| Bayern Munich                                         | 4–3    | Dynamo Dresden                               |
| ----------------------------------------------------- | ------ | -------------------------------------------- |
| Hoffmann 17' · Dürnberger 26' · Roth 71' · Müller 83' | Report | Hansen 13' (l.n.) · Sachse 36' · Heidler 42' |

| Ajax       | 1–0    | CSKA September Flag |
| ---------- | ------ | ------------------- |
| Keizer 14' | Report |                     |

| Club Brugge                   | 2–1    | Basel                |
| ----------------------------- | ------ | -------------------- |
| Carteus 7' · Thio 60' (ph.đ.) | Report | Odermatt 39' (ph.đ.) |

| Celtic | 0–0    | Vejle |
| ------ | ------ | ----- |
|        | Report |       |

| Red Star Belgrade            | 2–1    | Liverpool  |
| ---------------------------- | ------ | ---------- |
| Janković 39' · Bogićević 48' | Report | Lawler 72' |

| Dinamo București | 0–2    | Atlético Madrid           |
| ---------------- | ------ | ------------------------- |
|                  | Report | Bezerra 18' · Eusebio 88' |

### Lượt về
| Zorya Voroshilovgrad | 0–1    | Spartak Trnava  |
| -------------------- | ------ | --------------- |
|                      | Report | Martinkovič 61' |

Spartak Trnava thắng với tổng tỷ số 1–0.
| Újpesti Dózsa        | 2–0    | Benfica |
| -------------------- | ------ | ------- |
| Bene 67' · Kolár 70' | Report |         |

Újpesti Dózsa thắng với tổng tỷ số 3–1.
| Dynamo Dresden                         | 3–3    | Bayern Munich                |
| -------------------------------------- | ------ | ---------------------------- |
| Wätzlich 42' · Schade 52' · Häfner 56' | Report | Hoeneß 10', 12' · Müller 58' |

Bayern Munich thắng với tổng tỷ số 7–6.
| CSKA September Flag            | 2–0    | Ajax |
| ------------------------------ | ------ | ---- |
| Marashliev 68' · Mihaylov 116' | Report |      |

CSKA September Flag thắng với tổng tỷ số 2–1.
| Basel                                                                            | 6–4    | Club Brugge                                 |
| -------------------------------------------------------------------------------- | ------ | ------------------------------------------- |
| Rüssmann 19' (l.n.) · Balmer 31' · Wampfler 37' · Hitzfeld 63' (ph.đ.), 70', 87' | Report | Lambert 23', 46' (ph.đ.), 68' · Carteus 28' |

Basel thắng với tổng tỷ số 7–6.
| Vejle | 0–1    | Celtic     |
| ----- | ------ | ---------- |
|       | Report | Lennox 33' |

Celtic thắng với tổng tỷ số 1–0.
| Liverpool  | 1–2    | Red Star Belgrade            |
| ---------- | ------ | ---------------------------- |
| Lawler 84' | Report | Lazarević 60' · Janković 90' |

Red Star Belgrade thắng với tổng tỷ số 4–2.
| Atlético Madrid       | 2–2    | Dinamo București           |
| --------------------- | ------ | -------------------------- |
| Ayala 10' · Capón 73' | Report | Lucescu 2' · Georgescu 13' |

Atlético Madrid thắng với tổng tỷ số 4–2.

## Tứ kết
| Đội 1             | TTS         | Đội 2               | Lượt đi | Lượt về |
| ----------------- | ----------- | ------------------- | ------- | ------- |
| Spartak Trnava    | 2–2 (3–4 p) | Újpesti Dózsa       | 1–1     | 1–1     |
| Bayern Munich     | 5–3         | CSKA September Flag | 4–1     | 1–2     |
| Basel             | 5–6         | Celtic              | 3–2     | 2–4     |
| Red Star Belgrade | 0–2         | Atlético Madrid     | 0–2     | 0–0     |

### Lượt đi
| Spartak Trnava | 1–1    | Újpesti Dózsa    |
| -------------- | ------ | ---------------- |
| Kabát 11'      | Report | Tóth 70' (ph.đ.) |

| Bayern Munich                                       | 4–1    | CSKA September Flag |
| --------------------------------------------------- | ------ | ------------------- |
| Torstensson 11', 88' · Beckenbauer 33' · Müller 65' | Report | Marashliev 23'      |

| Basel                                    | 3–2    | Celtic                    |
| ---------------------------------------- | ------ | ------------------------- |
| Hitzfeld 28', 64' (ph.đ.) · Odermatt 31' | Report | Wilson 21' · Dalglish 57' |

| Red Star Belgrade | 0–2    | Atlético Madrid          |
| ----------------- | ------ | ------------------------ |
|                   | Report | Aragonés 8' · Gárate 79' |

### Lượt về
| Újpesti Dózsa     | 1–1 (s.h.p.) | Spartak Trnava |
| ----------------- | ------------ | -------------- |
| Fekete 41'        | Report       | Adamec 36'     |
| Loạt sút luân lưu |              |                |
|                   | 4–3          |                |

Tổng tỷ số 2–2. Újpesti Dózsa thắng trên chấm luân lưu.
| CSKA September Flag           | 2–1    | Bayern Munich        |
| ----------------------------- | ------ | -------------------- |
| Kolev 41' (ph.đ.) · Denev 48' | Report | Breitner 30' (ph.đ.) |

Bayern Munich thắng với tổng tỷ số 5–3.
| Celtic                                                 | 4–2 (s.h.p.) | Basel                      |
| ------------------------------------------------------ | ------------ | -------------------------- |
| Dalglish 14' · Deans 18' · Callaghan 62' · Murray 114' | Report       | Mundschin 33' · Balmer 48' |

Celtic thắng với tổng tỷ số 6–5.
| Atlético Madrid | 0–0    | Red Star Belgrade |
| --------------- | ------ | ----------------- |
|                 | Report |                   |

Atlético Madrid thắng với tổng tỷ số 2–0.

## Bán kết
| Đội 1         | TTS | Đội 2           | Lượt đi | Lượt về |
| ------------- | --- | --------------- | ------- | ------- |
| Újpesti Dózsa | 1–4 | Bayern Munich   | 1–1     | 0–3     |
| Celtic        | 0–2 | Atlético Madrid | 0–0     | 0–2     |

### Lượt đi
| Újpesti Dózsa | 1–1    | Bayern Munich   |
| ------------- | ------ | --------------- |
| Fazekas 81'   | Report | Torstensson 64' |

| Celtic | 0–0    | Atlético Madrid |
| ------ | ------ | --------------- |
|        | Report |                 |

### Lượt về
| Bayern Munich                                     | 3–0    | Újpesti Dózsa |
| ------------------------------------------------- | ------ | ------------- |
| Torstensson 33' · Horváth 70' (l.n.) · Müller 81' | Report |               |

Bayern Munich thắng với tổng tỷ số 4–1.
| Atlético Madrid           | 2–0    | Celtic |
| ------------------------- | ------ | ------ |
| Gárate 77' · Adelardo 87' | Report |        |

Atlético Madrid thắng với tổng tỷ số 2–0.

## Chung kết
| Bayern Munich      | 1–1 (s.h.p.)       | Atlético Madrid |
| ------------------ | ------------------ | --------------- |
| Schwarzenbeck 120' | Report MatchCentre | Aragonés 114'   |

### Đá lại
| Bayern Munich                     | 4–0                | Atlético Madrid |
| --------------------------------- | ------------------ | --------------- |
| Hoeneß 28', 83' · Müller 58', 71' | Report MatchCentre |                 |

## Các cầu thủ ghi bàn hàng đầu
Các cầu thủ ghi bàn hàng đầu từ Cúp C1 châu Âu 1973–74 như sau:
| Hạng | Tên                   | Đội                        | Số bàn thắng |
| ---- | --------------------- | -------------------------- | ------------ |
| 1    | Gerd Müller           | Bayern Munich              | 8            |
| 2    | Raoul Lambert         | Club Brugge                | 6            |
| 2    | Conny Torstensson     | Åtvidaberg / Bayern Munich | 6            |
| 4    | Dudu Georgescu        | Dinamo București           | 5            |
| 4    | Ottmar Hitzfeld       | Basel                      | 5            |
| 4    | Uli Hoeneß            | Bayern Munich              | 5            |
| 7    | Walter Balmer         | Basel                      | 4            |
| 7    | Pierre Carteus        | Club Brugge                | 4            |
| 7    | Radu Nunweiller       | Dinamo București           | 4            |
| 10   | Tommy Callaghan       | Celtic                     | 3            |
| 10   | John Deans            | Celtic                     | 3            |
| 10   | László Fazekas        | Újpesti Dózsa              | 3            |
| 10   | Jimmy Johnstone       | Celtic                     | 3            |
| 10   | Dimitar Marashliev    | CSKA September Flag        | 3            |
| 10   | Stanislav Martinkovič | Spartak Trnava             | 3            |